# Nargis (cycloon)

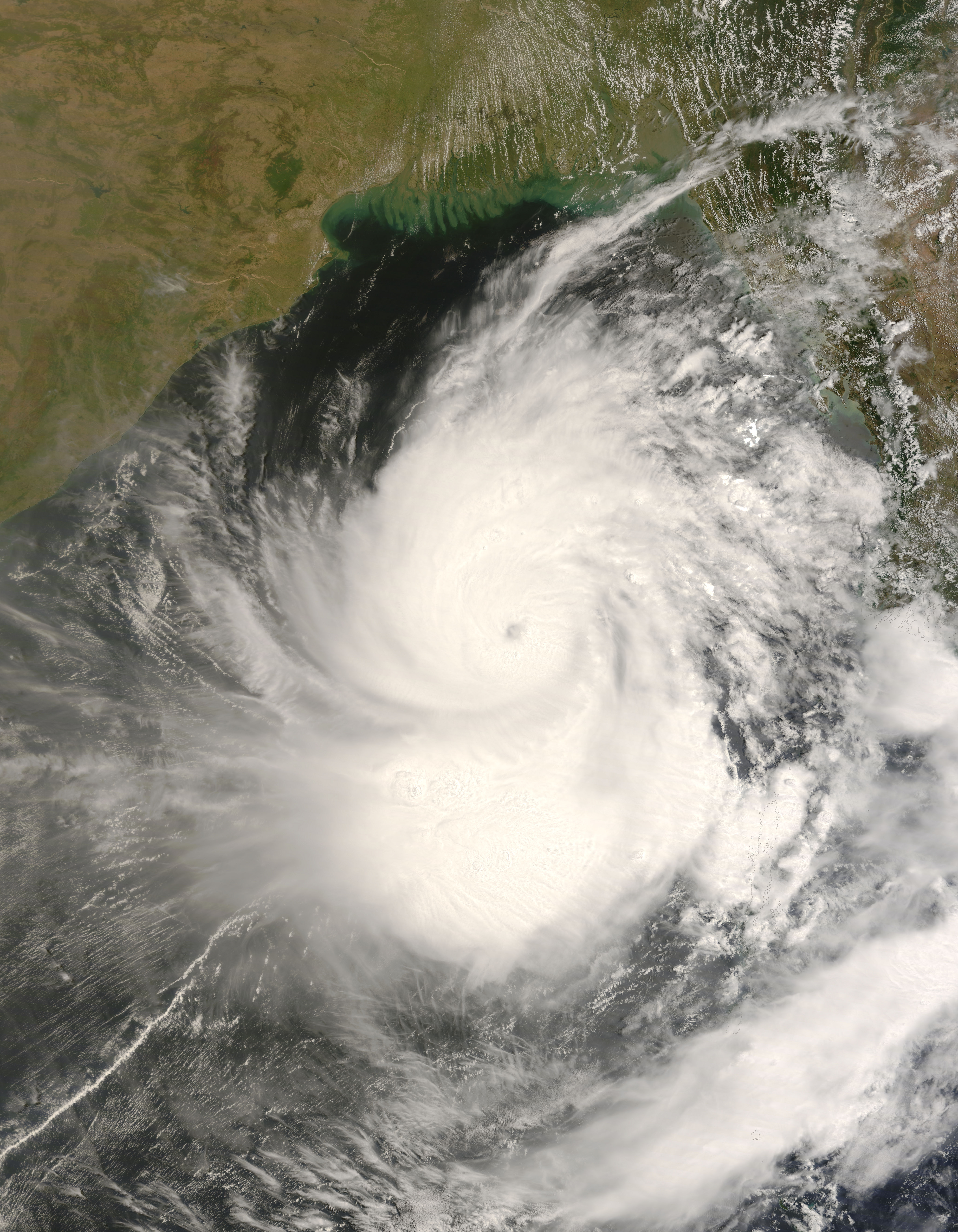
Cycloon op 1 mei

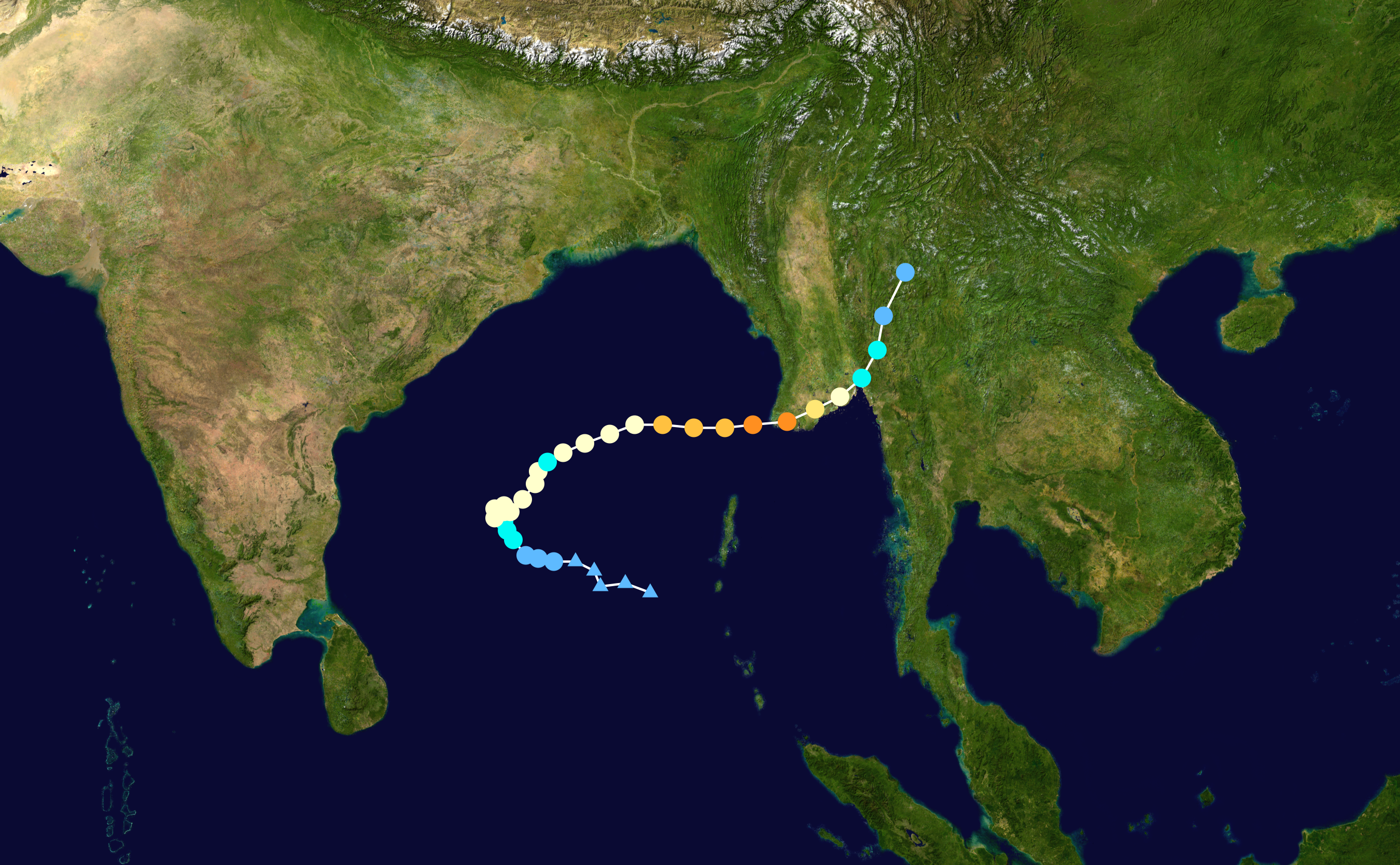
Afgelegde weg Nargis

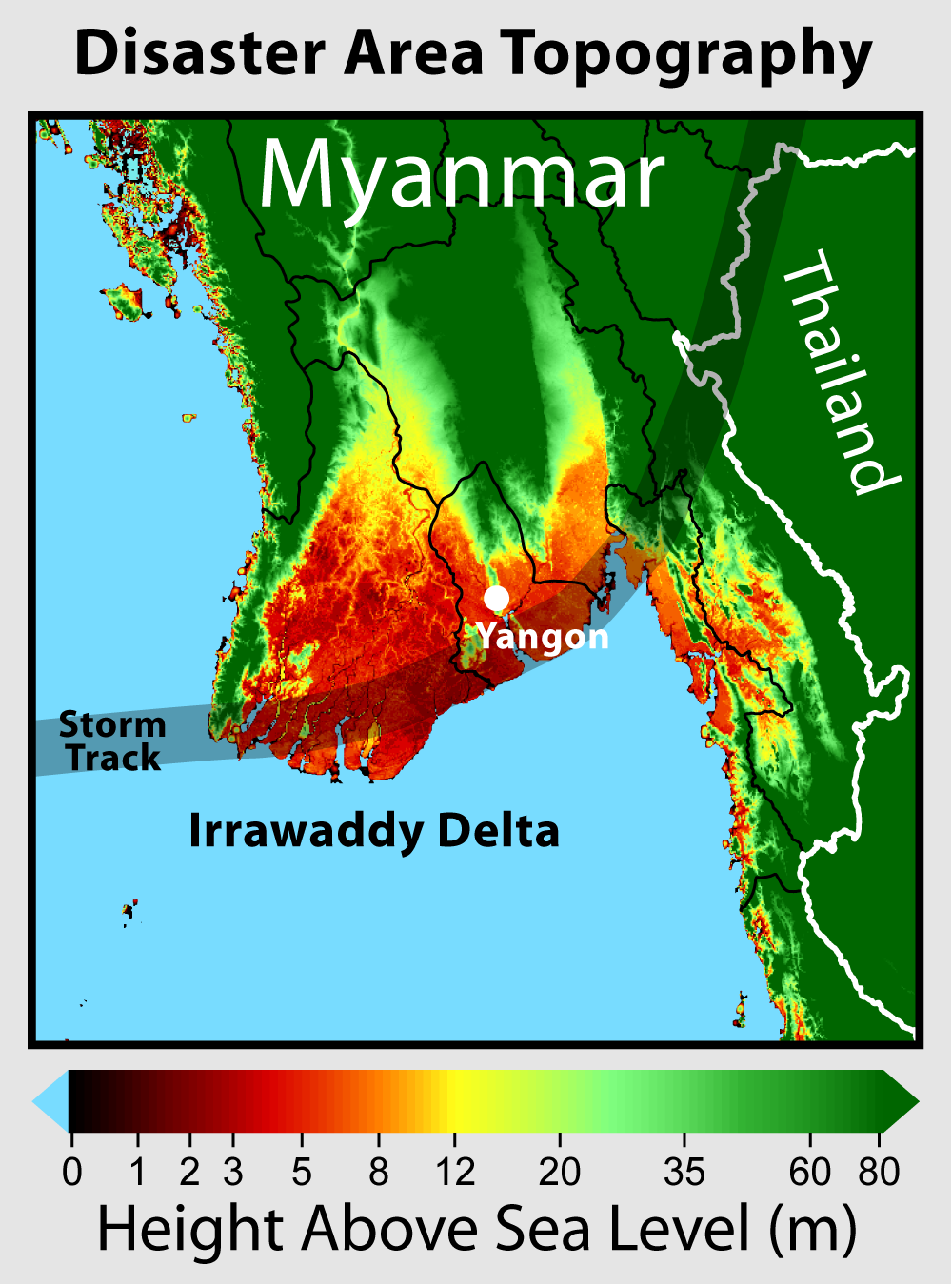
Door de cycloon is vooral de laaggelegen Delta van de Irrawaddy getroffen.

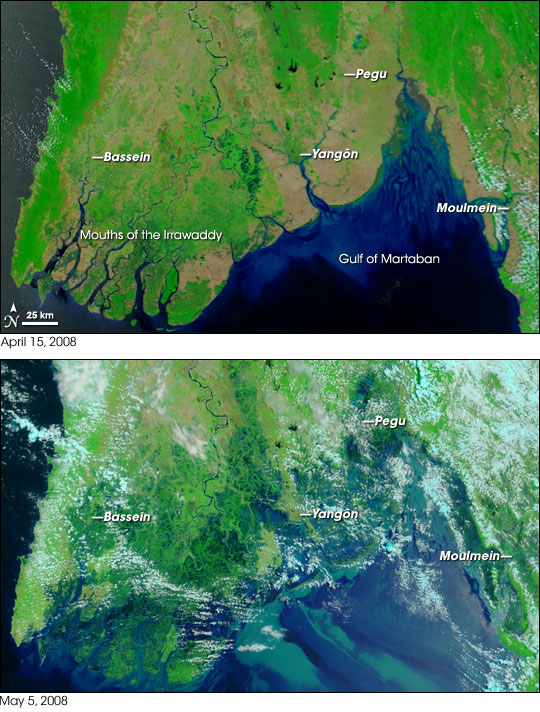
Het overstroomde gebied van de Irrawaddy Delta voor (boven) en na de storm (onder)

Cycloon Nargis was een cycloon die in mei 2008 in Myanmar dood en verderf heeft veroorzaakt. Niet alleen de sterke wind en hevige regenval, maar vooral de hoge golven veroorzaakt door het opgestuwde zeewater van de Golf van Bengalen zorgden voor grote schade in de delta van de rivier Irrawaddy.

## Aantal slachtoffers
Oorspronkelijk meldden de plaatselijke media dat er niet meer dan 100 slachtoffers waren gevallen, later werd dit door de officiële radio aangepast tot 10.000 slachtoffers. Ook deze schatting bleek te laag te zijn. Op 6 mei werd bekendgemaakt dat er waarschijnlijk zo'n 22.500 doden waren gevallen, waaronder niet minder dan 10.000 alleen al in Bogolay aan de Irrawaddy-rivier. Op donderdag 8 mei verklaart een officiële functionaris dat alleen al in één district het aantal slachtoffers boven de 80.000 ligt.
Op 13 mei sprak het Internationale Rode Kruis van een dodental tussen de 68.833 en 127.990, op basis van berekeningen van 22 verschillende hulporganisaties.
De Verenigde Naties houden het voorlopig op tussen de zestigduizend en honderdduizend doden. In totaal zijn tussen de 1,6 en 2,5 miljoen Birmanen door de cycloon getroffen, aldus het Rode Kruis.
Naast de doden door de orkaan wordt het de bevolking ook moeilijk gemaakt doordat bedrijven in de regio de prijzen van voedsel enorm, 200% tot 400%, hebben laten stijgen.

## Buitenlandse hulp
De regering van Myanmar kreeg na de ramp zowel uit binnen- als buitenland kritiek te verwerken. De regering werd verweten dat voorafgaande aan de cycloon de zwaarte, wellicht bewust, ernstig was onderschat. Na de ramp werd veel buitenlandse hulp geweigerd omdat men bang was dat de hulpverleners het plan hadden mee te helpen bij het omverwerpen van de regering. Visa voor hulpverleners kwamen bijvoorbeeld slechts langzaam of geheel niet. Op 8 mei kwam het eerste vliegtuig met VN-hulpgoederen aan, maar ook daarna werden hulpvluchten slechts mondjesmaat toegelaten.
Op maandag 12 mei kregen de Verenigde Staten toestemming om een vrachtvliegtuig Myanmar in te vliegen. Op 13 mei mocht de vlucht vanuit Bangkok vertrekken. Beladen met drinkwater, muskietennetten en dekens landde de C-130 in de grootste stad van Myanmar, Rangoon. Het militaire bewind ziet de VS nog altijd als een van zijn vijanden. Dat de VS ook deel uit mochten maken van de hulpactie wordt gezien als een concessie van de junta.
Ook is op 13 mei het eerste vliegtuig van Artsen zonder grenzen geland in Rangoon.
De Nederlandse overheid stelt voorlopig één miljoen euro ter beschikking. De Belgische overheid stelt € 250 000 ter beschikking, de Vlaamse overheid € 100 000.
Een team van het Universitair Ziekenhuis Antwerpen start onder impuls van urgentiearts Luc Beaucourt 'Help Myanmar' op, een medisch-humanitaire missie naar de provincie Pathein. Ze gaan er basisgezondheidszorg verstrekken en een vaccinatieprogramma opstarten. Om te kunnen vertrekken zamelt 'Help Myanmar' 250.000 euro in.
Omdat de regering van Myanmar geen buitenlandse hulp accepteert, hebben enkele NAVO-leden duidelijk gemaakt Myanmar te zullen binnenvallen als de situatie niet verandert. Dit doet herinneren aan de Kosovo-situatie, waarbij buiten de VN Veiligheidsraad gehandeld wordt.